# Arakamčečen
Arakamčečen (rus. Аракамчечен; eskimo-aleutski: Kigini) je otok u Beringovom moru.

## Geografija
Arakamčečen leži sjeverno od rta Čaplino, blizu obale Čukotke. Od kontinentalne obale dijeli ga 8 km širok zaljev. Ovaj otok je naseljen; glavno naselje je selo Yanrakynnot.
Otok Arakamchechen dug je 32 km, a najveća širina mu je 21 km. Ima planinsku unutrašnjost. Južno od njega nalazi se otok Itigran, a zapadno od njega zaljev Penkegnej. Dva otoka dijeli 5 km širok tjesnac.

## Uprava
Otok Arakamčečen administrativno pripada Čukotskom autonomnom okrugu Ruske Federacije.
Danas je ovaj otok popularan među turistima koji dolaze uživati u divljini. Mnogi morževi žive u leglištima na obalama ovog otoka.

## Vanjske poveznice
- Slike lovaca na morževe na otoku Arakamchechen